# Le Journal des entreprises
Lancé à Nantes en 2003 par le groupe Télégramme, indépendant depuis 2017, le Journal des Entreprises est un média d'information économique régionale couvrant l'actualité des entreprises dans 72 départements.

## Histoire
Le mensuel Le Journal des entreprises est créé en 2003 par le groupe Télégramme.
Il reçoit le trophée de l’innovation marketing par la Fédération nationale de la presse française en 2008.
En 2010, le magazine lance une nouvelle maquette pour ses 22 éditions départementales.
En 2013, le groupe Télégramme vend 80% de l'entreprise à son Pdg Patrick Richard,.
En 2016, la société éditrice, Manche Atlantique Presse (MAP) lève un million d'euros. L'année suivante, Georges Sampeur, président du directoire de la chaine d'hotels B&B, rachète à titre personnel le Journal des entreprises via son holding, la Financière Gaspard.
En 2017 sont lancées simultanément une nouvelle version du mensuel avec notamment le passage du format tabloid au format magazine ainsi qu'une nouvelle version du site web.
En 2024 le Journal des Entreprises revoit son maillage territorial en fusionnant ses 4 éditions départementales bretonnes, ses deux éditions ligériennes (Loire-Atlantique/Vendée et Maine-et-Loire/Sarthe/Mayenne) et les éditions Alsace et Lorraine, la couverture de l'édition ainsi fusionnée étant étendue à l'ensemble de la région Grand Est. En parallèle une nouvelle version du site web est déployée et une nouvelle formule du magazine est lancée.

## Activité
Le Journal des Entreprises est une entreprise de presse indépendante. Il est le 1ᵉʳ réseau français d'information économique en région.
Le Journal des Entreprises publie neuf éditions régionales d’un magazine mensuel, un hors-série annuel « Le Palmarès des Entreprises », un site web d'information continue, des lettres d'information quotidiennes, ainsi qu'un fil d'info quotidien diffusé sur le site, via une lettre d'information et une application WhatsApp[réf. nécessaire].
Le chiffre d'affaires de la société en 2023 est proche de 3 millions d'euros.

### Actionnariat
L’actionnaire majoritaire est la Financière Gaspard.

### Diffusion
| Région                     | Éditions             |
| -------------------------- | -------------------- |
| Pays de la Loire           | Pays de la Loire     |
| Bretagne                   | Bretagne             |
| Auvergne-Rhône-Alpes       | Auvergne-Rhône-Alpes |
| Normandie                  | Normandie            |
| Hauts-de-France            | Hauts-de-France      |
| Grand Est                  | Grand Est            |
| Nouvelle-Aquitaine         | Nouvelle-Aquitaine   |
| Occitanie                  | Occitanie            |
| Provence-Alpes-Côte d'Azur | Région Sud           |